# Bathyarctus steatopygus
Bathyarctus steatopygus е вид десетоного от семейство Scyllaridae.

## Разпространение
Този вид е разпространен в Кения.